# Carlitzs exponential
Inom matematiken är Carlitzs exponential en analog i karakteristik p av exponentialfunktionen som undersöks i reell och komplex analys. Den används i definitionen av en Carlitzmodul – ett exempel av en Drinfeldmodul.